# Milton of Campsie
Milton of Campsie è una località della Scozia, situata nell'area di consiglio di Dunbartonshire Orientale.